# Metopius necatorius
Metopius necatorius là một loài tò vò trong họ Ichneumonidae.